# Рецептор
Рецепторите са органи у живите организми, които имат способността да улавят промени в околната среда и да ги пренасят към централната или вегетативната нервна система за обработка.
При човека са разпространени по цялото тяло. Това са вид нервни клетки, които реагират на различни промени в средата – например допир, натиск, топло, студено, горчиво, сладко, кисело. Рецептори има също в ушите и очите, където се улавят съответно светлина, цветове и звукови вълни. Те са специализирани за улавянето на точно определени промени. Така рецепторите за топлина не могат да уловят светлинни или звукови промени.
Всеки рецептор има минимални и максимални нива на инервация. Минималното ниво на инвервация представлява минималната промяна във външната среда, която рецепторът може да улови. Пример за това е, че човешкото ухо не чува всички звуци, както и човешкото око не вижда всички честоти на електромагнитния спектър. Максималното ниво на инервация представлява максималното ниво на дразнителя, което може да бъде регистрирано адекватно. След това ниво рецепторът провежда нереален или смущаващ сигнал. Примери: при топлене на ръката на печка, вие усещате топлите вълни — рецепторите работят нормално. При доближаване усещате повишаване на температурата. Но ако хванете с ръка котлона, рецепторът ще пренесе информация за болка вместо за още по-висока температура. Същият пример е валиден и при удар по окото — когато рецепторите в зрителния анализатор пренасят сигнал за светлина, като такава не е регистрирана реално.
Рецепторите играят важна роля в „рефлексната дъга“. Те са разпространени по всички места в живия организъм и предават постоянно информация към ЦНС. Предаваната информация за една секунда възлиза на няколко гигабайта, ако трябва да ги запишем на компютър. Факт е, че в мозъка има рецептори. Те са 3 вида - капа-, мю- и делтарецептори от канабидоиден тип. Това противоречи на израза „боли ме главата“. На практика болката идва от промени в налягането в черепната кухина, а не вследствие на инервация на рецептори за болка.
Смисълът на рецепторите, които непрестанно пренасят информация към нервната система независимо, е че благодарение на тях организмът контролира всеки един процес и следи за дразнители застрашаващи организма. Болката, независимо от органа, от който идва, е важен сигнал за организма за проблем. Понякога организмът сам решава този проблем, но сигналът за болка кара човек да потърси помощта на специалист за отстраняване на съответния проблем. Без рецепторите в организма ще се извършват процеси, застрашаващи живота му, без той да има ясна представа за случващото се.

## Клетъчни рецептори
Клетката като най-малка жива единица също притежава рецептори. Те са също тясно специализирани към определени промени на средата. Обикновено се намират по клетъчната мембрана и са изградени от белтъци в третична и четвъртична структура. Рецептори има разпръснати и из цитоплазмата на клетката. Чрез клетъчните рецептори клетката следи промените във вътрешната и външната среда – концентрация на химични елементи, ензими, белтъци, липиди, вирусни единици и др.